# Yancey McGill

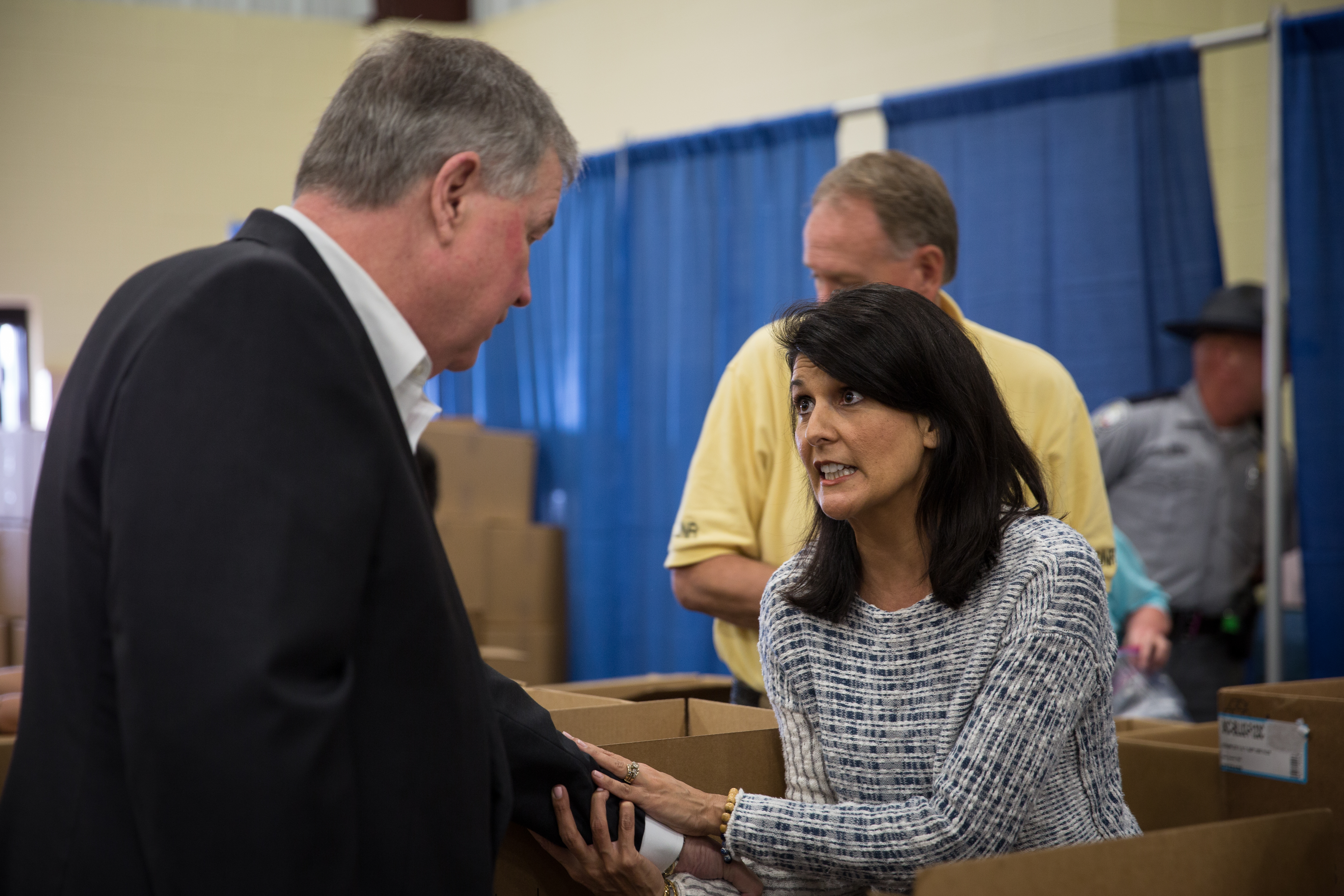
J. Yancey McGill, Nikki Haley

J. Yancey McGill (* 18. September 1952 in Kingstree, Williamsburg County, South Carolina) ist ein US-amerikanischer Politiker. Zwischen Juni 2014 und Januar 2015 war er Vizegouverneur des Bundesstaates South Carolina.

## Werdegang
Yancey McGill besuchte das Francis Marion College und absolvierte dann die Militärakademie The Citadel in Charleston. Beruflich arbeitete er in der Immobilienbranche. Politisch schloss er sich der Demokratischen Partei an. Zwischen 1984 und 1988 war er Bürgermeister seiner Heimatstadt Kingstree; von 1988 bis 2014 saß er im Senat von South Carolina.
Nach dem Rücktritt von Glenn F. McConnell vom Amt des Vizegouverneurs wurde McGill zu dessen Nachfolger ernannt. Dieses Amt übte er zwischen dem 18. Juni 2014 und dem 14. Januar 2015 aus. Dabei war er Stellvertreter der Gouverneurin Nikki Haley und formeller Vorsitzender des Staatssenats. Im November 2014 kandidierte McGill nicht mehr für dieses Amt, das er dann im Januar 2015 an seinen gewählten Nachfolger Henry McMaster von der Republikanischen Partei abtreten musste.